# Prêmio Grande Otelo de Melhor Atriz de Série de Ficção
Prêmio Grande Otelo de Melhor Atriz de Série de Ficção (oficialmente, Melhor Atriz Série de Ficção para TV Aberta, TV Paga ou Streaming) é um dos prêmios oferecidos pela Academia Brasileira de Cinema e Artes Audiovisuais (ABCAA), entregue em honra aos atrizes que se destacaram no papel principal de obras de determinado ano. A categoria está presente no Prêmio Grande Otelo desde 2024, ocasião em que Alice Carvalho venceu por sua interpretação em Cangaço Novo.

## Vencedoras e indicadas
Na tabela a seguir, os anos estão listados de acordo com a realização da cerimônia dos prêmios da Academia Brasileira de Cinema e, em geral, correspondem ao ano seguinte de lançamento da série.
| Ano         | Vencedoras e Indicadas | Personagem | Série                                | Ref.  |
| ----------- | ---------------------- | ---------- | ------------------------------------ | ----- |
| 2024 (23.ª) | Alice Carvalho         | Dinorah    | Cangaço Novo                         | [ 4 ] |
| 2024 (23.ª) | Alessandra Negrini     | Inês       | Cidade Invisível                     | [ 4 ] |
| 2024 (23.ª) | Bianca Comparato       | Carmem     | João Sem Deus - A Queda de Abadiânia | [ 4 ] |
| 2024 (23.ª) | Marjorie Estiano       | Ruth       | Fim                                  | [ 4 ] |
| 2024 (23.ª) | Thainá Duarte          | Dilvania   | Cangaço Novo                         | [ 4 ] |
| 2025 (24.ª) | Adriana Esteves        | Cibele     | Os Outros                            |       |
| 2025 (24.ª) | Alice Wegmann          | Raíssa     | Rensga Hits                          |       |
| 2025 (24.ª) | Andréia Horta          | Jerusa     | Cidade de Deus: a Luta não Para      |       |
| 2025 (24.ª) | Letícia Colin          | Raquel     | Os Outros                            |       |
| 2025 (24.ª) | Roberta Rodrigues      | Berenice   | Cidade de Deus: a Luta não Para      |       |

## Estatísticas

### Comparativos de idade
| Recorde              | Ator            | Série        | Idade (no momento da cerimônia) |
| -------------------- | --------------- | ------------ | ------------------------------- |
| Vencedora mais velha | Alice Carvalho  | Cangaço Novo | 28                              |
| Vencedora mais jovem | Alice Carvalho  | Cangaço Novo | 28                              |
| Indicada mais velha  | Adriana Esteves | Os Outros    | 55                              |
| Indicada mais jovem  | Alice Carvalho  | Cangaço Novo | 28                              |
| Indicada mais jovem  | Thainá Duarte   | Cangaço Novo | 28                              |